# René Cotton

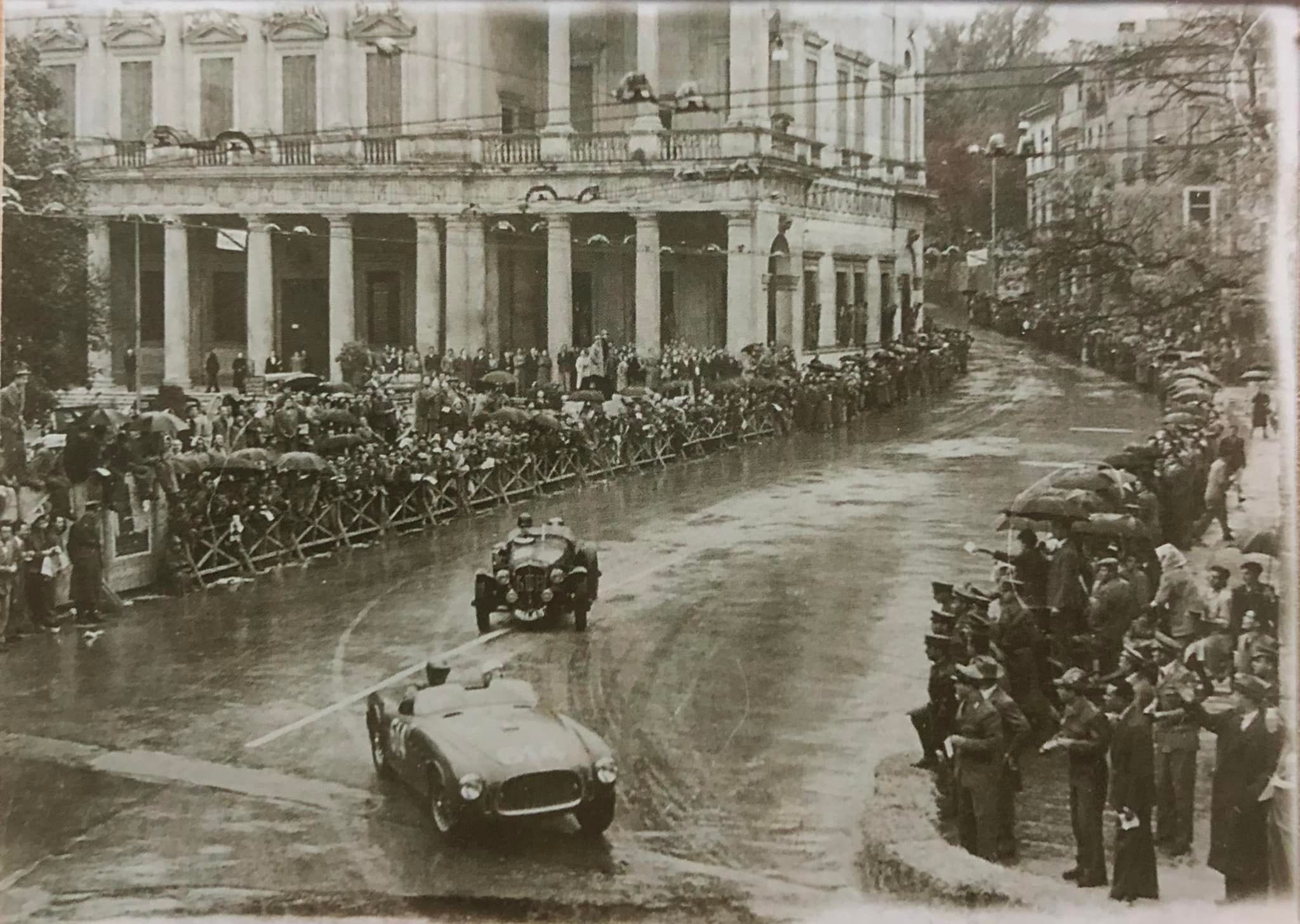
Der von René Cotton gefahrene Delahaye 135 MS (hinteres Fahrzeug) bei der Fahrt durch Vicenza während der Mille Miglia 1952

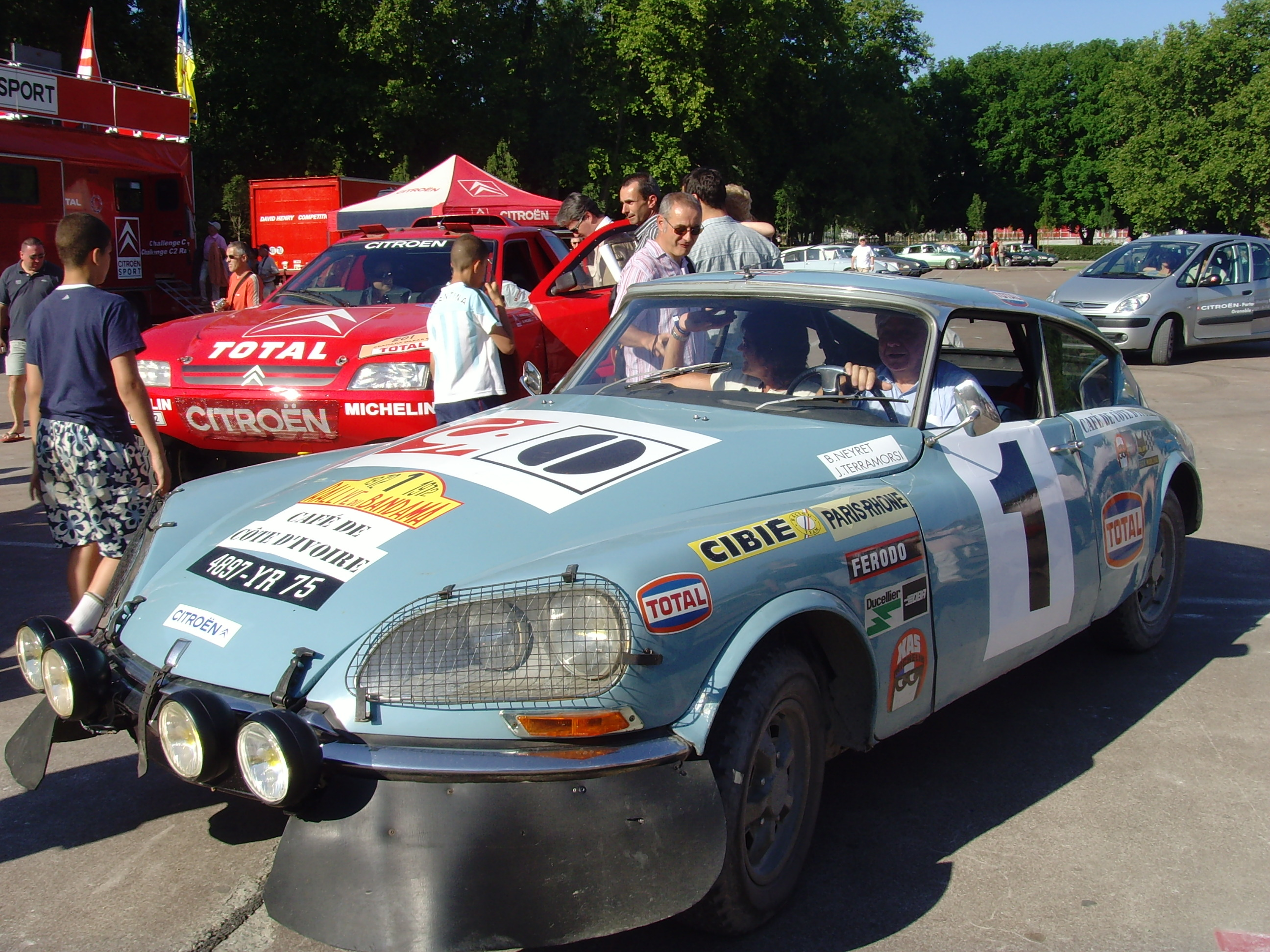
Der DS21, mit dem Bob Neyret 1969 und 1970 die Rallye Marokko für Citroën gewann

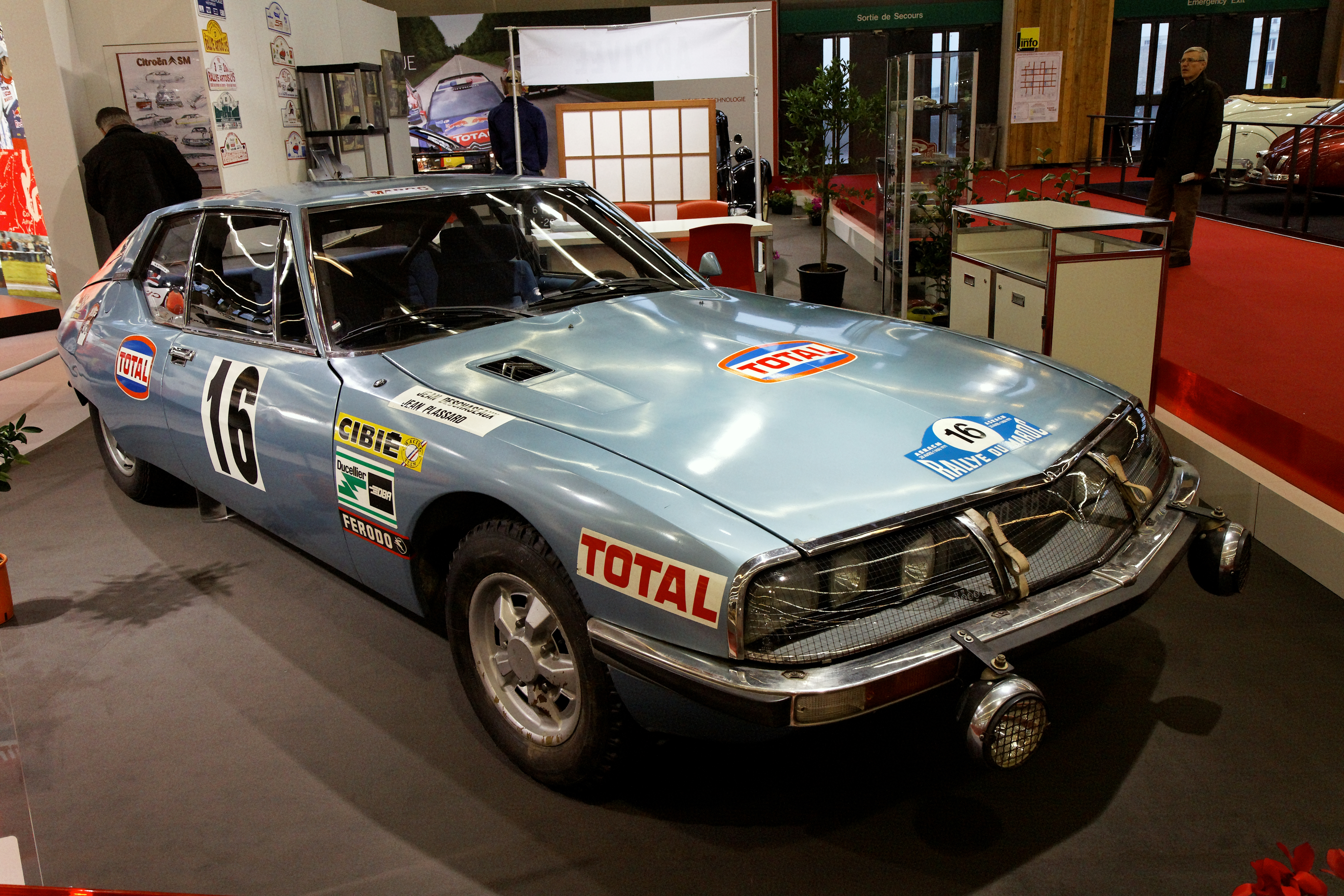
Citroën SM; Siegerwagen von Jean Deschazeaux bei der Rallye Marokko 1971

René Victor Cotton (* 19. Februar 1914 in Sainte-Colombe; † 25. Juli 1971 in Paris) war ein französischer Skifahrer, Rennstallbesitzer, Autorennfahrer und Rennleiter bei Citroën. 

## Skisport
Der in der Nähe von Lyon aufgewachsene René Cotton war in den 1930er-Jahren Skifahrer. Sein Lehrer war Émile Allais, der bei den Alpinen Skiweltmeisterschaften 1937 drei Weltmeistertitel gewann. Er gehörte dem Pariser Ski Club an und startete auf dem Lauberhorn, in Sestriere und bei den Arlberg-Kandahar-Rennen. Er arbeitete als Skilehrer und unterrichtete unter anderen Christiane de la Fressange (1919–2009), die spätere Ehefrau des Rennfahrers Jean-Pierre Wimille. Über ihn kam er mit dem Motorsport in Berührung.

## Karriere als Rennfahrer
René Cotton bestritt in den 1950er-Jahren sowohl Rallyes als auch Rundstreckenrennen. Er ging bei der Mille Miglia 1951 an den Start und erreichte mit dem siebten Gesamtrang bei der Coupe du Salon das erste nennenswerte Ergebnis. Cotton fuhr vor allem für die französischen Rennteams von Panhard & Levassor und Monopole, erzielte aber seine besten Ergebnisse mit anderen Fahrzeugen. Der Große Preis von Monaco wurde 1952 als Sportwagenrennen ausgetragen. Cotton steuerte einen Delahaye 135S und wurde nach mehr als drei Stunden Fahrzeit mit einem Rückstand von 15 Runden auf den Sieger Vittorio Marzotto im Ferrari 225S Spyder Vignale, Achter. 1954 wurde er auf einem Osca MT4 in Montlhéry Vierter beim Coupe du Printemps. Dieselbe Platzierung erreichte er 1956 bei der Tour de France für Automobile.
René Cotton war fünfmal beim 24-Stunden-Rennen von Le Mans am Start. Sein Debüt gab er 1954 als Partner von André Beaulieux im Panhard X88. Das Duo wurde wegen zu geringer zurückgelegter Distanz nicht klassiert. Seine einzige Zielankunft hatte er 1959. Nach dem Ende der Rennaktivitäten bei Monopole, fuhr er einen Werks-DB HBR4. Der neunte Gesamtrang mit seinem Teamkollegen Louis Cornet führte zum Sieg in der GT-Klasse bis 0,75 Liter Hubraum.
Parallel zu seinen Rundstreckeneinsätzen war er auch als Rallyepilot und Bergrennfahrer aktiv. Sein größter Erfolg war der zweite Rang hinter Olivier Gendebien und Pierre Stasse (Mercedes-Benz 300 SL) bei der 14. Rallye Lüttich-Rom-Lüttich 1955. Cotton steuerte ebenfalls einen Mercedes-Benz 300 SL; seine Beifahrerin war Agnès Lemerle.

## Teammanager bei Citroën
In den 1950er-Jahren gründete Cotton unter dem Namen Écurie Paris-Île de France ein eigenes Rallyeteam, das die Einsätze für den französischen Automobilhersteller Citroën durchführte. Paul Coltelloni gewann 1959 auf einem Citroën ID 19 die Rallye Monte Carlo und wurde im selben Jahr Rallye-Europameister. Weitere Erfolge waren der Sieg von Pauli Toivonen bei der 1000-Seen-Rallye 1962 und der Gesamtsieg von René Trautmann in der französischen Rallye-Meisterschaft 1963.
Als Citroën 1965 die Rennaktivitäten selbst übernahm und eine eigene Abteilung aufbaute, übernahm René Cotton die Leitung. Cotton war als akribischer und methodischer Arbeiter bekannt, der sich sehr um das Wohlergehen seiner Fahrer kümmerte. Jedes noch so kleine Detail war ihm wichtig. Unter seiner Führung gewannen Citroën-Rallyewagen dreimal in Folge die Rallye Marokko. Beim Erfolg von Jean Deschazeaux im Citroën SM 1971 war er bereits schwer erkrankt. Er starb zwei Monate nach dem Erfolg an Krebs. Seine Ehefrau Marlène, die viele Jahre seine Assistentin war, übernahm seine Aufgabe. Marlène Cotton war die erste Frau in der Geschichte des Rallyesport, die ein Herstellerteam leitete.

## Statistik

### Le-Mans-Ergebnisse
| Jahr | Team                            | Fahrzeug            | Teamkollege      | Platzierung            | Ausfallgrund    |
| ---- | ------------------------------- | ------------------- | ---------------- | ---------------------- | --------------- |
| 1954 | Automobiles Panhard et Levassor | Panhard X88         | André Beaulieux  | nicht klassiert        |                 |
| 1955 | Automobiles Panhard et Levassor | Panhard VM5         | André Beaulieux  | Ausfall                | Getriebeschaden |
| 1957 | Equipe Monopole Course          | Monopole X88 Spyder | Jacques Blanchet | Ausfall                | Getriebeschaden |
| 1958 | Equipe Monopole Course          | Monopole X86        | André Beaulieux  | Ausfall                | Motorschaden    |
| 1959 | Automobiles Deutsch et Bonnet   | DB HBR4             | Louis Cornet     | Rang 9 und Klassensieg |                 |

### Einzelergebnisse in der Sportwagen-Weltmeisterschaft
| Saison | Team               | Rennwagen                         | 1   | 2   | 3   | 4   | 5   | 6   | 7   |
| ------ | ------------------ | --------------------------------- | --- | --- | --- | --- | --- | --- | --- |
| 1953   |                    | Panhard Dyna                      | SEB | MIM | LEM | SPA | NÜR | RTT | CAP |
| 1953   |                    | Panhard Dyna                      | 189 |     | 13  |     |     |     |     |
| 1954   | Panhard & Levassor | Panhard Dyna Panhard X88          | BUA | SEB | MIM | LEM | RTT | CAP |     |
| 1954   | Panhard & Levassor | Panhard Dyna Panhard X88          |     |     | 145 | DNF |     |     |     |
| 1955   | Panhard & Levassor | Panhard Dyna Panhard VM5          | BUA | SEB | MIM | LEM | RTT | TAR |     |
| 1955   | Panhard & Levassor | Panhard Dyna Panhard VM5          |     |     | DNF | DNF |     |     |     |
| 1956   |                    | Panhard Dyna                      | BUA | SEB | MIM | NÜR | KRI |     |     |
| 1956   |                    | Panhard Dyna                      | 78  |     |     |     |     |     |     |
| 1957   | Monopole           | Mercedes-Benz 300 SL Monopole X88 | BUA | SEB | MIM | NÜR | LEM | KRI | CAR |
| 1957   | Monopole           | Mercedes-Benz 300 SL Monopole X88 |     |     | DNF |     | DNF |     |     |
| 1958   | Monopole           | Monopole X86                      | BUA | SEB | TAR | NÜR | LEM | RTT |     |
| 1958   | Monopole           | Monopole X86                      |     | DNF |     |     |     |     |     |
| 1959   | Deutsch & Bonnet   | DB HBR4                           | SEB | TAR | NÜR | LEM | RTT |     |     |
| 1959   | Deutsch & Bonnet   | DB HBR4                           | 9   |     |     |     |     |     |     |